# Cot Ateu
Cot Ateu är en kulle i Indonesien.   Den ligger i provinsen Aceh, i den västra delen av landet, 1 900 km nordväst om huvudstaden Jakarta. Toppen på Cot Ateu är 255 meter över havet. Cot Ateu ligger på ön Pulau We.
Terrängen runt Cot Ateu är huvudsakligen kuperad, men norrut är den platt. Havet är nära Cot Ateu västerut. Närmaste större samhälle är Sabang, 7,8 km nordost om Cot Ateu. 